# Sundlauenen
Sundlauenen ist ein Dorf am nördlichen Ufer des Thunersees zwischen Unterseen und Merligen im Schweizer Kanton Bern. Es ist Teil der politischen Gemeinde Beatenberg, doch richten sich viele Bewohner nach dem benachbarten Unterseen aus. In Unterseen gehen die Schüler von Sundlauenen zur Schule. Sundlauenen hat die Postleitzahl 3800.

## Geografie
Bei Sundlauenen mündet der Sundbach in den Thunersee. 
Die «Seestrasse» (Hauptstrasse 221) überquert den Sundbach auf einer um 2017 neu gebauten Brücke.

## Geschichte
Im November 2017 sprachen sich die Stimmberechtigten von Sundlauenen und Unterseen mit grosser Mehrheit für einen Wechsel von Sundlauenen in die Einwohnergemeinde Unterseen aus. Da der Wechsel von der Stimmbevölkerung des Dorfes Beatenberg abgelehnt wurde, konnte er nicht vollzogen werden. In den Jahren 1748–1822 gehörte Sundlauenen zur Pfarrgemeinde Unterseen.
In Sundlauenen befindet sich der Zugang zu den St. Beatus-Höhlen. Die Siedlung zieht sich am Seeufer hin, doch gibt es eine Häufung westlich des Sundbachs. Von der Schiffländte Beatushöhlen-Sundlauenen verkehren Kursschiffe in Richtung Interlaken West und Thun.

## Bilder

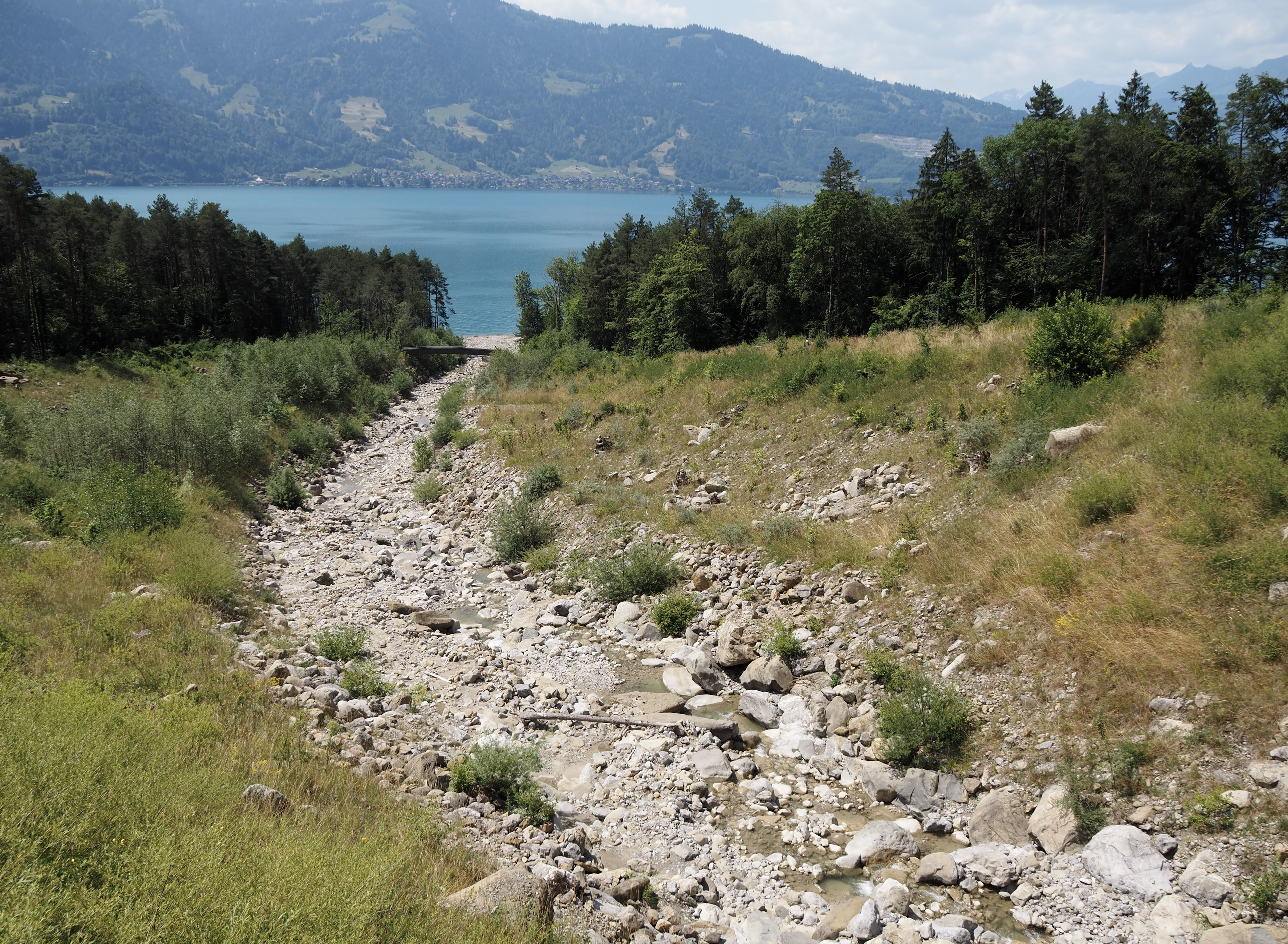
Bachgraben des Sundbachs
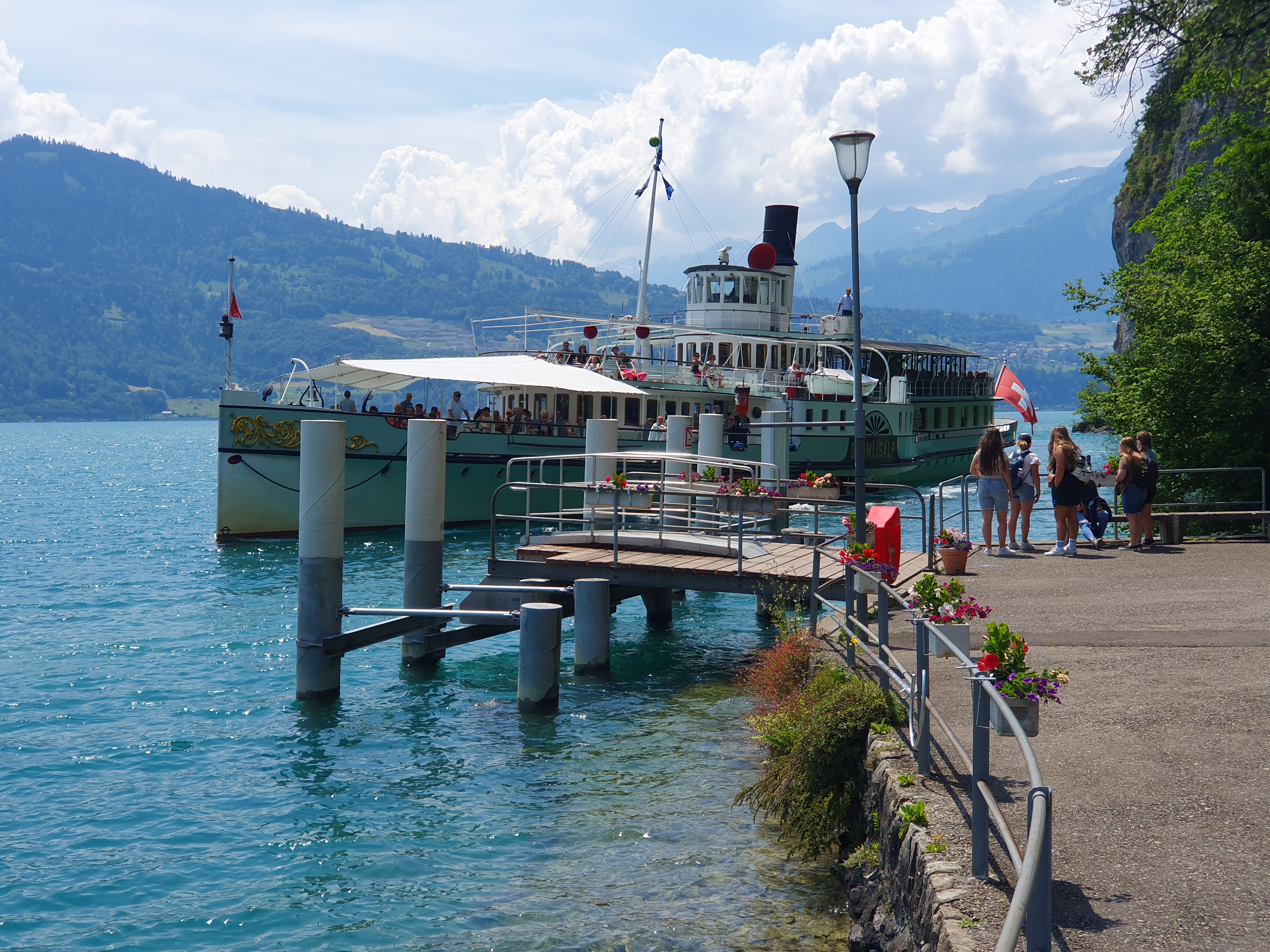
«DS Blüemlisalp» bei der Schiffländte Beatushöhlen-Sundlauenen
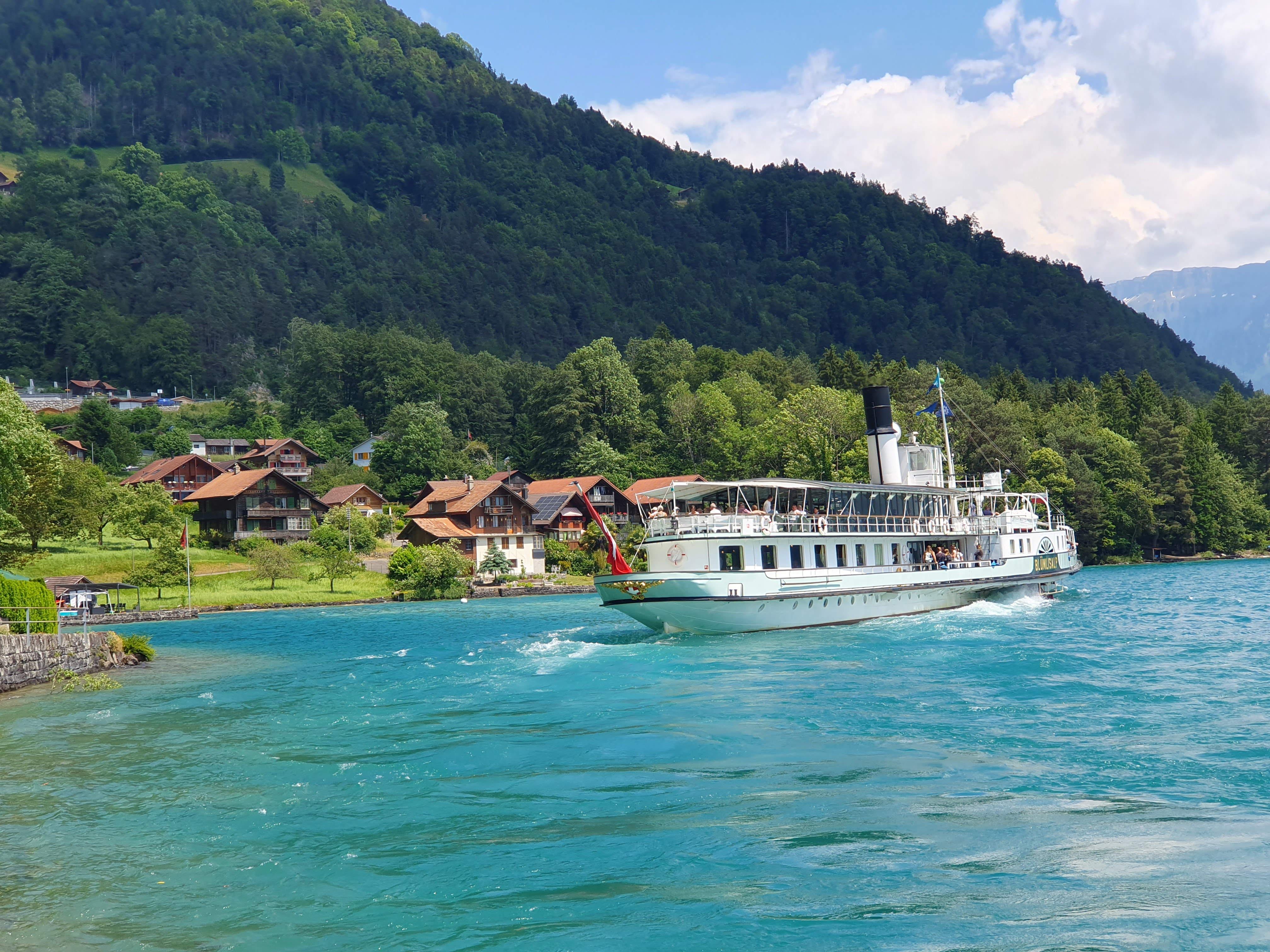
«DS Blüemlisalp» vor Sundlauenen
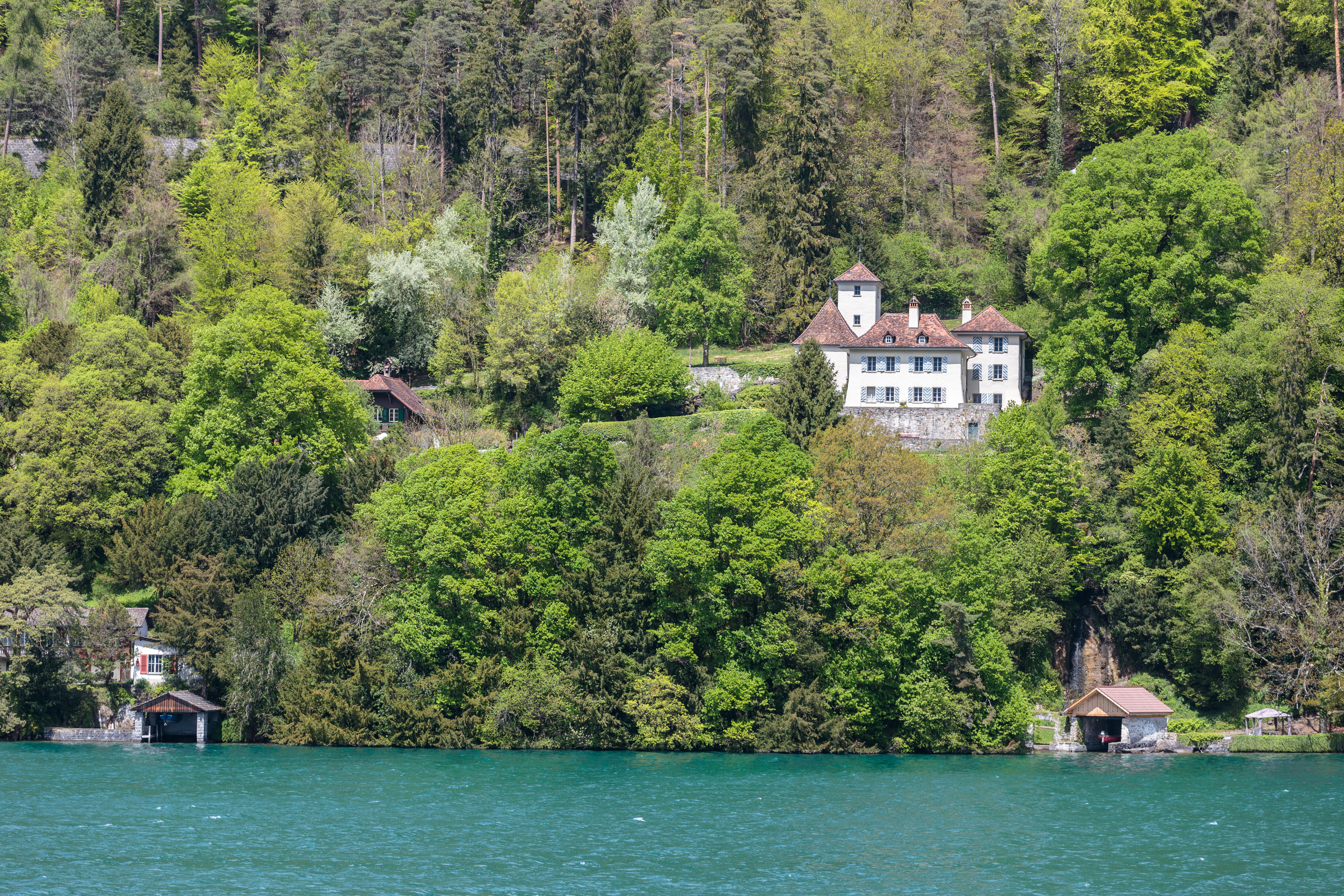
Landsitz Lerow (1814)